# Ferrari 550 GTS Maranello

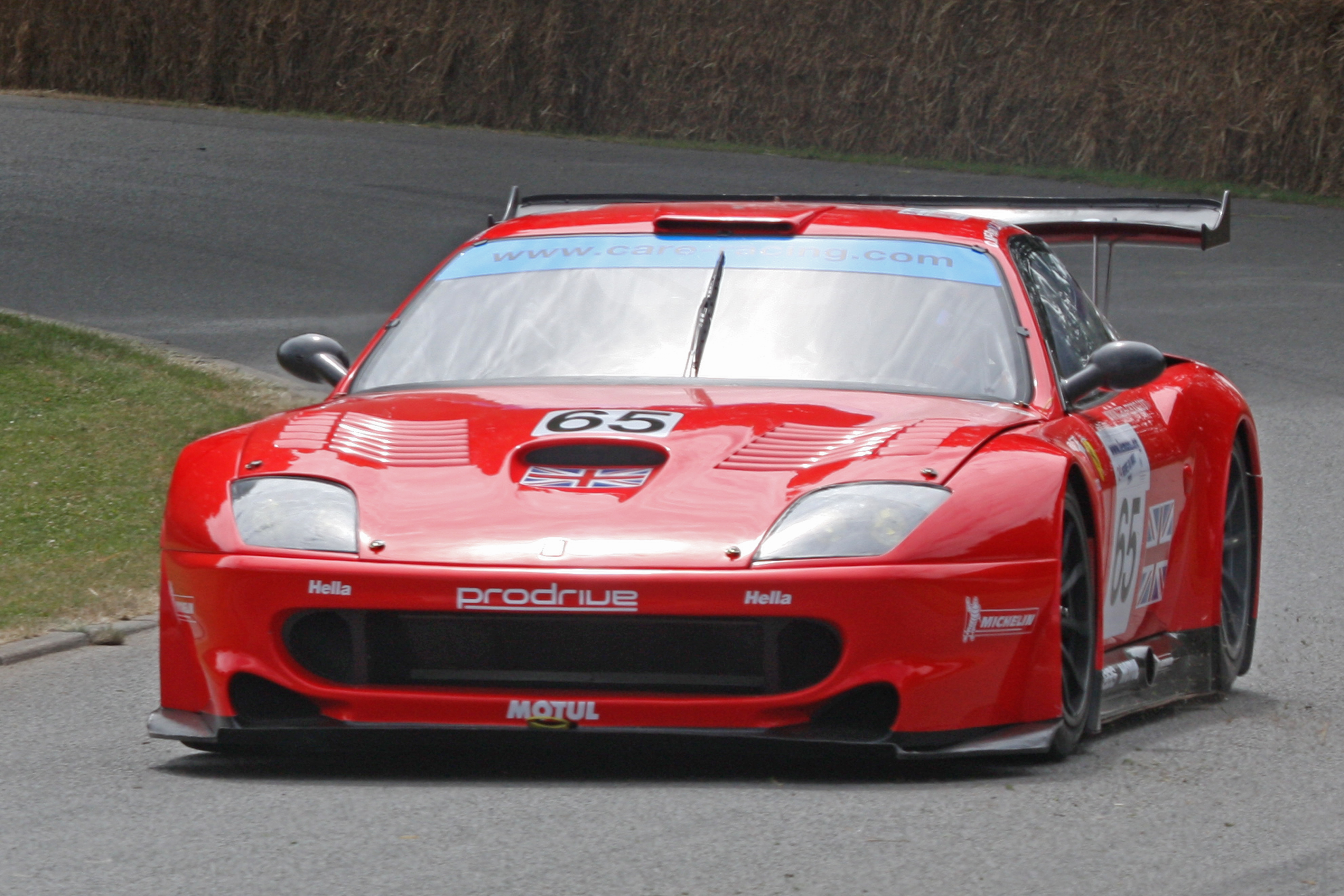
Ferrari 550 GTS Maranello

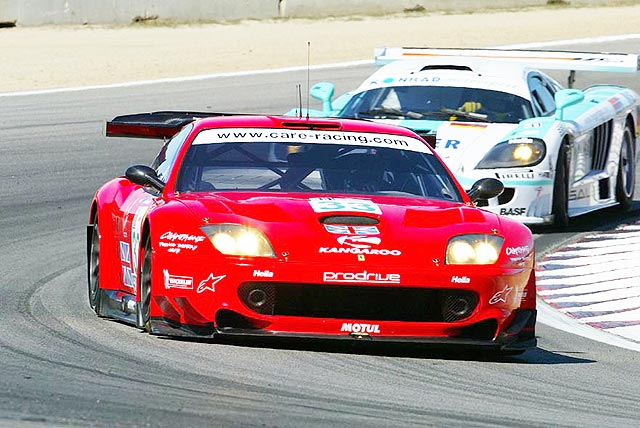
Ferrari 550 GTS Maranello von Prodrive in Laguna Seca 2002

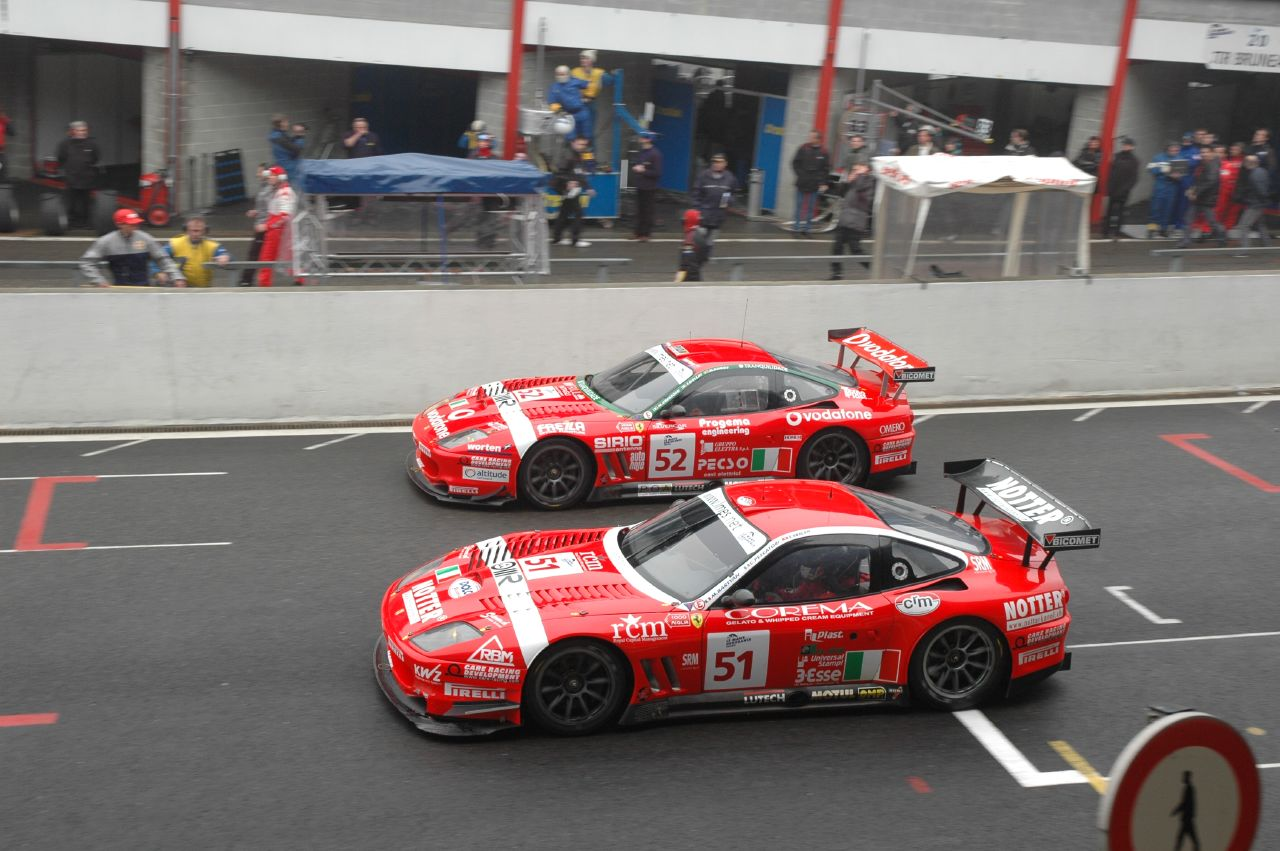
Zwei Ferrari 550 GTS der BMS Scuderia Italia beim 1000-Kilometer-Rennen von Spa 2005

Der Ferrari 550 GTS Maranello ist ein Gran-Turismo-Rennwagen der Gruppe GT1. Prodrive stellte von 2001 bis 2005 zehn Fahrzeuge auf Basis des Ferrari 550 her. Zu den größten Erfolgen zählen der Klassensieg beim 24-Stunden-Rennen von Le Mans 2003, der Gewinn der FIA-GT-Meisterschaft 2003 und 2004 sowie der Gewinn der Le Mans Endurance Series 2004 und 2005.

## Geschichte

### Vorgeschichte und Entwicklung
Stéphane Ratel, Organisator der neuen FIA-GT-Meisterschaft, beabsichtigte bereits 1998, Ferrari als Konstrukteur für seine neue Rennserie zu gewinnen, um dessen Popularität zu erhöhen. Daher traf er sich Ende des Jahres mit Jean Todt, dem damaligen Teamchef der Scuderia Ferrari, um ihn von der Entwicklung eines Rennfahrzeugs zu überzeugen. Zwar wurden daraufhin drei Exemplare des Ferrari F50 GT für Erprobungsfahrten hergestellt, aber Ferrari stoppte das Projekt kurzzeitig später wieder. Auch aus diesem Grund änderte Ratel das Reglement der FIA-GT-Meisterschaft, um Privatteams den Einstieg in seine Rennserie zu erleichtern. So wurde die kostenintensive Klasse GT1 abgeschafft, und die vorherige Klasse GT2 rückte nun als GT bezeichnet zur höchsten Gran-Turismo-Klasse auf. Ferner konnten Privatteams nun Rennwagen ohne Zustimmung deren Hersteller homologieren. Dies ebnete den Weg für einen Ferrari-Rennwagen, der komplett unabhängig von Ferrari entwickelt werden konnte.
Stéphane Ratel versammelte schon bald einige interessierte Privatiers und beauftragte Italtecnica mit der Entwicklung eines Rennwagens auf Basis der Ferrari 550. Das erste dieser Ferrari 550 GT genannten Fahrzeuge gab Ende der Saison 1999 sein Debüt im Motorsport. Das Fahrzeug war trotz seiner Größe recht schnell, doch erwies sich der Motor aus dem serienmäßigen Ferrari 550, der nicht für Rennzwecke gedacht war, als sehr unzuverlässig und überstand im Rennbetrieb keine große Dauer. Frédéric Dor, der dritte Kunde, der ursprünglich ein solches Fahrzeug erhalten sollte, nahm seine Bestellung daher zurück. Dor, der immer noch am Renneinsatz eines Ferrari 550 interessiert war, kontaktierte daraufhin das britische Unternehmen Prodrive, das sich bereits im Tourenwagen- und später auch im Rallyesport mit dem Gewinn der Weltmeisterschaft einen Namen gemacht hatte.
Prodrive stellte fest, dass der Ferrari 550 viel Potenzial für eine Rennversion böte. Care Racing Development, das Frederic Dor inzwischen übernommen hatte, beauftragte Prodrive somit schließlich mit der Produktion von zwei Fahrzeugen. Diese besaßen, da man die Probleme der Italtecnica-Ferrari vermeiden wollte, einen verstärkten Motor. Außerdem wurde dieser geringfügig vergrößert und tiefer sowie weiter hinten platziert, um die Gewichtsverteilung positiv zu beeinflussen. Durch den massiven Einsatz von Kohlenstofffasern an der gesamten Karosserie konnte das Fahrzeuggewicht auf 1100 Kilogramm reduziert werden. Optisch auffälligstes Merkmal war der große Heckflügel.

### Erste Renneinsätze
Beim sechsten von elf Läufen der FIA-GT-Meisterschaft 2001 auf dem Hungaroring debütierten Rickard Rydell und Alain Menu mit dem Ferrari 550 GTS Maranello im Motorsport. Zwar musste das Fahrzeug aufgrund technischer Probleme schon früh wieder abgestellt werden, doch es war von der Performance her von Anfang an konkurrenzfähig. Nachdem das zwischenzeitlich durchgeführte 24-Stunden-Rennen von Spa-Francorchamps ausgelassen wurde, brachte Prodrive das Fahrzeug beim folgenden Rennen auf dem A1-Ring wieder an den Start. Rydell und Peter Kox konnten gleich bei der ersten Zielankunft des Ferrari 550 GTS ihren ersten Rennsieg mit dem neuen Fahrzeug feiern. Ein Rennen später standen sie mit dem dritten Platz erneut auf dem Siegerpodium. In den Händen von Rydell und Menu beendete der Ferrari 550 GTS das folgende Rennen in Jarama zum zweiten Mal siegreich.
Aufgrund der guten Ergebnisse beauftragte Frederic Dor Prodrive mit der Produktion von weiteren Fahrzeugen. 2002 wurden die ersten beiden Prodrive-Ferrari an die BMS Scuderia Italia übergeben, die die Fahrzeuge erfolgreich in der FIA-GT-Meisterschaft einsetzte. Andrea Piccini und Jean-Denis Delétraz erzielten vier Rennsiege in Jarama, Anderstorp, Oschersleben und Estoril. Prodrive zog sich hingegen aus der FIA-GT-Meisterschaft zurück. Das Team kehrte erst beim 24-Stunden-Rennen von Le Mans wieder mit dem Ferrari 550 GTS auf die Rennstrecke zurück. Überraschenderweise sicherten sich Rydell, Menu und Tomáš Enge die Pole-Position der Klasse GTS und ließen die favorisierten Werkswagen, die Chevrolet Corvette C5-R und die Chrysler Viper GTS-R, lange Zeit hinter sich, bis Prodrive wegen eines Öllecks in der 13. Stunde schließlich zur Aufgabe gezwungen wurde. Gegen Saisonende stieg das Team in die American Le Mans Series ein, in der Enge und Peter Kox den Klassensieg in Laguna Seca errangen.

### Jahre der großen Erfolge
2003 wurde der Ferrari 550 GTS in der FIA-GT-Meisterschaft zum dominierenden Fahrzeug. Die Scuderia-Italia-Piloten Thomas Biagi und Matteo Bobbi siegten bei insgesamt sechs von zehn Rennen und schlossen die Saison auf dem ersten Platz in der Fahrerwertung ab. Ebenfalls nicht ohne Erfolg blieben ihre Teamkollegen Fabrizio Gollin und Luca Cappellari, die zwei Siege feiern konnten, darunter der Klassensieg beim 24-Stunden-Rennen von Spa-Francorchamps, das sie unterstützt von Enzo Calderari und Lilian Bryner als bestes GT1-Team hinter dem unerwartet siegreichen Freisinger-Porsche beendeten. BMS Scuderia Italia errang somit souverän den Titel. Prodrive bestritt weiterhin die American Le Mans Series. Zu Beginn der Saison konnten die Ferrari 550 GTS noch nicht mit den Werks-Corvette mithalten. Gegen Mitte der Saison wendete sich das Blatt, als Prodrive die letzten vier Rennen alle für sich entscheiden konnte und in der Teamwertung immer weiter aufholte. Der Vorsprung von Corvette Racing schmolz bis auf vier Punkte, doch konnte es sich gegen Prodrive noch knapp behaupten. Beim 24-Stunden-Rennen von Le Mans gelang schließlich der größte Erfolg, der jemals mit dem Ferrari 550 GTS erzielt wurde, als Prodrive mit Tomáš Enge, Peter Kox und Jamie Davies beide Werks-Corvette um zehn Runden distanzierte und sich den Klassensieg sicherte. Dies war umso bemerkenswerter, da Prodrive keinerlei Werksunterstützung seitens Ferrari erhielt. Beeindruckt von den Erfolgen und quasi als Kompliment für Prodrive kündigte Ferrari daraufhin mit dem Ferrari 575 GTC einen Werksrennwagen an. Obwohl dieser bei seinem Debütrennen beim Lauf der FIA-GT-Meisterschaft in Estoril siegte, blieb er von der Performance her später jedoch hinter dem Ferrari 550 GTS zurück.
In der Saison 2004 setzten die Ferrari 550 GTS ihre Siegesserie in der FIA-GT-Meisterschaft fort. BMS Scuderia Italia gewann fünf von elf Rennen und erreichte dieses Mal auch den Gesamtsieg beim 24-Stunden-Rennen von Spa-Francorchamps. Somit konnte der Titel in der Teamwertung erfolgreich verteidigt werden und auch die Fahrerwertung, die sich Gollin und Capellari sicherten, ging wieder zur BMS Scuderia Italia. Care Racing setzte ebenfalls einen Ferrari 550 GTS in dieser Rennserie ein, in der es den fünften Rang in der Teamwertung erzielte. Larbre Compétition übernahm einen Ferrari 550 GTS, den es in der neuen Le Mans Endurance Series einsetzte. Christophe Bouchut, Pedro Lamy und Steve Zacchia gewannen alle vier Rennen der Serie und sicherten sich sowohl die Fahrer- als auch die Teamwertung ihrer Klasse. Prodrive rückte ein letztes Mal beim 24-Stunden-Rennen von Le Mans an den Start. Die Ferrari blieben dieses Mal jedoch hinter den Werks-Corvette zurück und belegten die Plätze drei und vier in der GTS-Kategorie. Prodrive beendete anschließend sein Ferrari-Projekt, da es von Aston Martin den Auftrag erhielt, den DBR9 zu entwickeln.
Schon Ende 2004 kündigte es sich beim Debüt des neuen Maserati MC12 GT1, der prompt zwei Rennsiege in vier Rennen einfuhr, an, dass die Ferrari 550 GTS in Zukunft einen starken Gegner bekommen würden. Larbre Compétition blieb 2005 das einzige Team, das mit dem Ferrari in der FIA-GT-Meisterschaft um Siege kämpfen konnte. Gabriele Gardel und Pedro Lamy standen zweimal ganz oben auf dem Siegerpodium, doch musste sich Larbre Compétition in der Teamwertung den Maserati-Teams Vitaphone Racing und JMB Racing geschlagen geben. Gardel konnte sich trotzdem noch mit einem Punkt Vorsprung den Fahrertitel sichern. BMS Scuderia Italia zog sich aus der FIA-GT-Meisterschaft zurück und wechselte stattdessen in die Le Mans Endurance Series. Dort blieb der Ferrari 550 GTS nach wie vor das dominierende Fahrzeug, das vier von fünf Rennen gewann. BMS Scuderia Italia lag bei Saisonende in der Teamwertung in Führung, während sich die Scuderia-Italia-Piloten Christian Pescatori, Michele Bartyan, und Toni Seiler mit zwei Klassensiegen den Fahrertitel teilten. Die weiteren Siege gingen an den zweiten Ferrari der Scuderia Italia und an das tschechische Team MenX. Das 24-Stunden-Rennen von Le Mans verlief hingegen weniger erfolgreich für die Ferrari 550 GTS. Da die Ferrari sowie die Corvette im Vorjahr mit den kleineren Prototypen mithalten konnten, wurden sie 2005 durch Zusatzgewichte eingebremst. Weil Corvette Racing die neuen Corvette C6.R an den Start brachte, bereitete ihnen dies weniger Probleme als den Ferrari und sie konnte einen Doppelsieg in ihrer Klasse erringen. Bestplatzierter Ferrari 550 GTS war am Rennende hingegen der von Larbre Compétition auf dem vierten Platz in seiner Klasse, gefolgt von dem von Russian Age Racing einen Platz dahinter. Beide Ferrari der BMS Scuderia Italia fielen bereits frühzeitig aus.

### Rückzug aus dem internationalen Motorsport
Ab 2006 setzten die Teams, die früher mit dem Ferrari 550 GTS zu Rennen antraten, nun größtenteils auf neuere Fahrzeuge. Im internationalen Motorsport waren die Fahrzeuge nun weitgehend verdrängt. Während in der FIA-GT-Meisterschaft kein einziger Ferrari 550 GTS an den Start ging, setzte das aus MenX und Convers Racing fusionierte Convers MenX Team als einziges einen Ferrari in der Le Mans Series ein. Peter Kox, Alexei Wassiljew und Robert Pergl konnten zwar keinen Rennsieg erringen, fuhren aber konstant Podiumsplatzierungen oder vordere Punkteränge ein. Dadurch konnten sie die Meisterschaft der Klasse GTS bis zum letzten Rennen offen halten, bei dem aber schließlich Larbre Compétition, das inzwischen einen Aston Martin DBR9 einsetzte, die Oberhand behielt. Doch auch die Vizemeisterschaft war ein Erfolg, konnte sich das Team doch damit für das 24-Stunden-Rennen von Le Mans im folgenden Jahr qualifizieren. Bereits 2006 trat es erstmals zum französischen Langstreckenklassiker an, fiel jedoch ebenso wie die beiden anderen bei diesem Rennen gestarteten Ferrari 550 GTS von Larbre Compétition und von Russian Age Racing aus.
2007 trat nunmehr in keiner internationalen Meisterschaft dauerhaft ein Ferrari 550 GTS an. In der FIA-GT-Meisterschaft nahmen nur bei vereinzelten Rennen Fahrzeuge von Solution F sowie von Larbre Compétition teil, die jedoch erfolglos blieben. Beim 24-Stunden-Rennen von Le Mans ging lediglich das Convers MenX Team, das sich im Vorjahr durch die Vizemeisterschaft in der Le Mans Series für die Teilnahme qualifiziert hatte, mit einem Ferrari 550 GTS an den Start. Dabei konnten seine Piloten Vasiliev, Pergl und Tomáš Kostka mehrere Fahrzeuge der Kategorie GT1 hinter sich lassen und beendeten das Rennen mit Platz 14 in der Gesamtwertung durchaus erfolgreich. Dies war der bisher letzte Rennauftritt eines Ferrari 550 GTS an der Sarthe.
Erstmals nach zwei Jahren kehrte 2008 wieder ein Ferrari 550 GTS für eine komplette Saison in die FIA-GT-Meisterschaft zurück. Dieser wurde von der Escuderia ACA Argentina eingesetzt und abwechselnd von Esteban Tuero, Gastón Mazzacane, José María López und Martín Basso pilotiert. Das beste Ergebnis war ein vierter Platz in San Luis. In der Teamwertung wurde mit sieben Punkten der zehnte Platz erreicht. 2009 hatte Solution F mit seinem Ferrari 550 GTS einen Gaststart beim Lauf der FIA-GT-Meisterschaft in Le Castellet. Ange Barde und Olivier Panis erreichten den siebten Platz und erzielten damit zwei Meisterschaftspunkte.

## Technische Daten
|                          | 550 GTS Maranello                                                      |
| Chassis                  | Stahl-Monocoque, Karosserie aus kohlenstofffaserverstärktem Kunststoff |
| Motorkenndaten           |                                                                        |
| Motortyp                 | 12-Zylinder-V-Motor mit 65° Bankwinkel                                 |
| Gemischaufbereitung      | Benzineinspritzung                                                     |
| Kühlung                  | Wasserkühlung                                                          |
| Hubraum                  | 5983 cm³                                                               |
| max. Leistung            | 448 kW (600 PS) bei 6400 min−1                                         |
| max. Drehmoment          | 600 Nm bei 5000 min−1                                                  |
| Kraftübertragung         |                                                                        |
| Antrieb                  | Hinterradantrieb                                                       |
| Abmessungen und Gewichte |                                                                        |
| Länge                    | 4500 mm                                                                |
| Breite                   | 1990 mm                                                                |
| Radstand                 | 2500 mm                                                                |
| Leergewicht              | 1100 kg                                                                |
| Quelle:                  |                                                                        |